# 百洋股份
百洋水產集團股份有限公司，簡稱百洋水產集團股份、百洋水產集團、百洋水產，以及百洋股份（英語：Baiyang Aquatic Group, Inc.，深交所：002696），於2000年由孫忠義（董事長）、胡金蓮創立前身為「南宁百洋饲料科技有限公司」，以及「广西南宁百洋饲料集团有限公司」。

## 历史
業務在國內經營科技研发、水产种苗选育、水产养殖、水产技术服务及水产饲料、水产食品、水产生物制品、水产即食菜品、美容保健品的生产、加工、出口和国内贸易，招股價為23.9元人民幣，發行新股為0.22億股，集資額為5.26億元人民幣，股份則在2012年9月5日於深圳證券交易所中小板上市。
總部位於广西南宁高新技术开发区创新西路16号。

## 連結
- Baiyang.com （页面存档备份，存于）